# Underbar kärlek så stor
Underbar kärlek så stor är en psalm med text och musik från 1892 av John Merritte Driver. Texten översattes 1899 till svenska av O. Frank och bearbetades 1986.

## Publicerad i
- Samlingstoner 1919 som nr 94 under rubriken "Frälsningssånger".
- Kom 1930 som nr 30 under rubriken "Frälsningen i Kristus".
- Segertoner 1930 som nr 120.
- Förbundstoner 1957 som nr 24 under rubriken "Guds uppenbarelse i Kristus: Guds och Kristi kärlek".
- Segertoner 1960 som nr 120.
- Psalmer och Sånger 1987 som nr 591 under rubriken "Att leva av tro - Kallelse".[2]
- Segertoner 1988 som nr 502 under rubriken "Att leva av tro - Kallelse - inbjudan".[1]
- Frälsningsarméns sångbok 1990 som nr 524 under rubriken "Lovsång, tillbedjan och tacksägelse".
- Sångboken 1998 som nr 132.